# João Guzes
João Guzes (em grego: Ιωάννης Γούζης; romaniz.: Ioánnes Goúzes) foi um general bizantino de origem armênia do século VI, aclamado como bom soldado pelo historiador Procópio de Cesareia, que esteve ativo durante o reinado do imperador Justiniano (r. 527–565) no Cáucaso.

## Vida

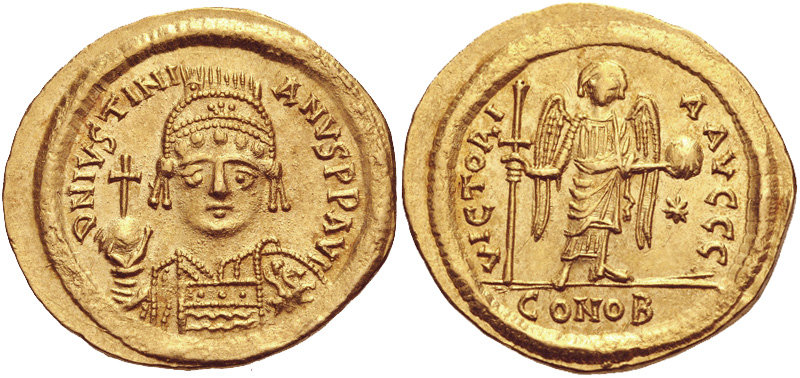
Soldo de Justiniano r.

Nasceu em data desconhecida e era filho do oficial Tomás. Quando foi mencionado pela primeira vez em 548/9, durante o cerco a Petra pelo general Dagisteu, ainda era jovem. Na ocasião, comandou 50 voluntários do exército imperial que conseguiram entrar na cidade, mas foi obrigados a retirar-se devido a falta de apoio. Alegadamente, João foi ferido no confronto. Em 549, comandou, ao lado de Filegago, os efetivos montados bizantinos na Batalha do rio Hípis contra um exército sassânida ali estacionado. De início, desmontaram e lutaram a pé contra o inimigo e num ato de coragem, Guzes matou um alano que estava bloqueando a entrada do acampamento persa.
Em 550, foi enviado junto de Vligago pelo general Bessas contra os rebeldes abasgos. Nessa missão, capturaram a fortaleza de Traqueia, que foi arrasada, e suprimiram a revolta. No mesmo ano, foi enviado com alguns milhares de soldados ao lado do rei laze Gubazes II para suprimir a revolta dos apsílios, porém conseguiu fazê-lo sem luta. Em março / abril de 551, esteve presente no ataque final de Bessas contra a fortaleza de Petra. Liderando um contingente de companheiros armênios, tomou controle das fortificações, mas foi morto durante uma intensa luta com os sitiados.